# Astrid Pettersson
Astrid Maria Pettersson, född Karlsson 18 januari 1909 i Älvsåkers församling i Hallands län, död 8 augusti 1998 i Lindome församling i Västra Götalands län, var en svensk författare. Större delen av sitt liv bodde hon i Halland, bland annat i Älvsåker, Lindome och Harplinge.

## Biografi
Astrid Pettersson föddes i ett bondehem. Föräldrar var Oskar Karlsson, född 13 februari 1879 i Rågdal, Älvsåker, och Hulda Zakrisdotter, född 18 januari 1881 i Alafors, Älvsåker. Sin uppväxt skildrar hon bl.a. i självbiografierna Gåvan och Barn i första världskriget.  Fadern kombinerade, som många andra i bygden, lantbruket med möbelsnickeri. Dessutom sysslade han med kreaturshandel och sålde slaktdjur i Göteborg.
Gården i Älvsåker sålde fadern egenmäktigt 1920 liksom alla djuren. Modern ville inte sälja och menade att gården var köpt för hennes morsarv, men hon hade ingen talan. Först 1921 blev det lag om att en gift kvinna fick råda över sin halva av boet. Fadern köpte en gård i Lindome. Om fadern skriver hon: "Far var ju världens snällaste när han var nykter. Han blev som ett odjur när han supit. Han förnekade allt när han blev nykter."
Farmodern, som var av vallonsläkt och född 1840, var sängbunden. Hon hade inte gått i skola utan bara "läst för prästen". Hon blev Astrid Petterssons sageskvinna rörande uråldrig kunskap om bland annat växtfärgning och läkeväxter och vad som hänt i bygden. Farmodern var även anhängare av schartauanismen och hade högläsning ur bibeln "morgon, middag och kväll. Hon valde just de ställen i bibeln där kvinnor stod i lydnad inför mannen".
1922 gick Astrid Pettersson ut sexårig folkskola med litet a i alla ämnen, vilket innebar två fler av detta betyg än den äldre brodern, som redan hade börjat i realskola och senare skulle bli folkskollärare. Men när hon sade till fadern, att hon också ville ta realen, fick hon svaret: "Lär dig salta i vällingen och laga att du blir gift." Trots att prästen erbjöd sig att gå i borgen för ett studielån, så blev det ingen vidare skolgång. Inte ens sex veckors fortsättningsskola, som egentligen var lagstadgad, fick hon genomgå.
I artonårsåldern sökte hon i smyg till Skolköksseminariet i Göteborg men kom inte in. Däremot fick hon praktikplats hos Konsum i Göteborg. Eftersom hon måste sköta farmodern, kunde hon inte lämna hemmet i Lindome, så hon cykelpendlade var dag till de olika konsumbutiker i Göteborg där hon lyckades få vikariat. Hon arbetade sedan i livsmedelsbutiker, som hembiträde och utbildade sig slutligen till styckmästare och vann en nordisk bronsmedalj i styckning. Efter giftermålet måste hon till sin sorg sluta förvärvsarbeta. 
Genom JUF och Rut Adler kom hon i kontakt med frisinnad kultur och politik och hon blev snart en drivande kraft i Lindome JUF. Därifrån var steget inte långt till engagemang i bonderörelsen, såväl den politiska som fackliga. 

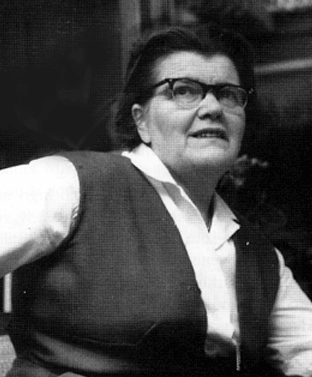
Astrid Pettersson omkring 1960.

Den 24 juni 1933 gifte hon sig med Daniel Pettersson, född i Spannarp, som hon träffade i JUF. De brukade en gård i Lindome tills den såldes och de köpte 1700-talsgården Rosenberg i Harplinge, Halland, 1948. De fick tre barn: Inga-Gun, Ulla-Bell och Dan Öjvind. Efter ett antal år utarrenderades gården och makarna Pettersson återvände till Lindome. De skilde sig 1978.
Hon var med om att bilda en avdelning i Lindome av Svenska Landsbygdens Kvinno-Förbund (SLKF) - en föregångare till Centerkvinnorna - och var aktiv medlem i Centerpartiet och kommunalpolitiken i Lindome. Hon deltog även i aktionsgruppen mot svenska atomvapen och satt på 1940-talet i styrelsen för Svenska freds- och skiljedomsföreningen samt deltog i fredsmarscher i England, Paris, Moskva och Washington. 
Då dottern Ulla-Bell förlorade hörseln började hennes decennielånga kamp för de dövas rättigheter, bland annat att alla döva skulle få lära sig teckenspråk. Behandlingen av de dövstumma var också ett av ämnena i hennes första roman som utkom 1951.    
Astrid Pettersson medverkade ofta i radio på 1960- och 70-talen. Hon läste in de egna böckerna som talböcker och for runt landet som föreläsare och debattör. Hon skrev regelbundet och under många år syndikerade artiklar genom Centerns presstjänst. 
På äldre dagar läste hon etnologi vid universitetet i Göteborg med Jan-Öjvind Swahn som lärare. Sina kunskaper från det gamla bondesamhället förmedlade hon som kursledare,  bland annat i växtfärgningskurser.

Journalisten Stig Tornehed, som känt författarinnan ända sedan hennes debut, skrev så här i en minnesartikel 2010: 
| ” | Att Astrid Pettersson är en bland litteraturhistoriker så gott som okänd diktare kan kanske i någon mån förklaras av hennes intensiva samhällskritiska engagemang som kan bli angelägnare än den konstnärliga gestaltningen. Men min personliga uppfattning är att hennes verk förtjänar en plats i rang med 30-talets proletärförfattare. | „ |

## Utgivna böcker

### Tidiga verk
Pettersson debuterade med Född utan själ 1951. Titeln syftar på en folklig föreställning att den som är döv saknar själ. Boken bygger på författarens personliga erfarenheter, då hon kämpade för sin döva dotter Ulla-Bells rättigheter, men till formen är det en släktroman som utspelar sig under två hundra år.  I synd född 1954 är en protest mot sexualskräck och grupptryck i schartauansk miljö, men även mot nedvärderingen av kvinnor och barn. Scenerna i boken växlar snabbt från ett betland till mentalsjukhus, symöte, läroverk, damfrisering och prästgård.

### 1700-talstrilogin
Ett mognare verk är 1700-talsserien - en trilogi bestående av Ingri Vallpiga 1958, Börta Tvåstyvra 1959 och Smederna 1961. Till trilogin ansluter även den 1976 utgivna Redskap i Herrens hand. Serien utspelar sig i Älmereds by. Handlingen har författaren underbyggt med grundliga arkivstudier men hon öser också ur en rik muntlig tradition. I en samtida recension av Ingri Vallpiga i Ny Tid skrev Lisa Mattson: "Det historiska stoffet lever. Byar, städer och skogar är inte bara namn utan påtagliga miljöer. Det är verkligen sällan man läst en historisk bonderoman som är så äkta, så avromantiserad, så konstnärligt knappt skisserad och ändå så övertygande..."

### 1900-talsserien
1963 kom Kängorna som är första delen i 1900-talsserien. Den åtföljs av Galoscherna 1965, Livets trappa 1967 och Barnets börda 1969. Romanseriens handling tar sin början strax efter första världskrigets slut och skildrar Nordhalländskt liv under mellankrigstiden. Eller för att tala med baksidestexten till Kängorna: "Det är en furiös rapsodi från tiden kring första världskrigets slut, blixtbilder av fattigdomen, lungsoten, svälten - och av den ungdom som skulle bygga en bättre framtid. Sällan eller aldrig har ett "fattihus" blottställts så sakkunnigt och på ett så stenografiskt exakt och ogenerat språk. (...) Även om fattighuset invånare spelar huvudrollen i allt sitt elände, hinner författarinnan ge kängor också åt fyrkväldet, nattvardspedagogiken, vägglössen och superiet." Livets trappa utspelar sig i Göteborg på 1920-talet, där huvudpersonen tjänar piga och arbetar i butik. Serien avslutas på beredskapstidens svenska landsbygd, där männen är inkallade och kvinnorna förväntas sköta allt.  

### Sena verk
Senare romaner är Osynligt slitstark 1981 och Faderlösa - roman om 1600-talets valloninvandring 1985. Självbiografiskt stoff behandlas i Gåvan 1974, Dagbok 1975 och Barn i första världskriget 1989.